# László Lékai
László Lékai, né le 12 mars 1910 à Zalalovo et mort le 30 juin 1986 à Esztergom, est un cardinal hongrois, archevêque d'Esztergom de 1976 à sa mort.

## Biographie
László Lékai est ordonné prêtre le 28 octobre 1934 pour le diocèse de Veszprém.
Nommé évêque titulaire de Girus Tarasii (de) et administrateur apostolique de Veszprém le 8 février 1972, il est consacré le 16 mars suivant. À la suite d'un accord entre le gouvernement hongrois et le Vatican, le cardinal József Mindszenty, réfugié dans les locaux de l'ambassade américaine à Budapest depuis 1956, est démis de ses fonctions de primat de Hongrie et exilé à Rome. Toutefois, Paul VI refusera toujours de nommer un nouveau primat de Hongrie tant que le cardinal Mindszenty sera en vie. Il meurt en 1975.
Le 16 février 1976, Laszlo Lekai est nommé archevêque d'Esztergom et primat de Hongrie.
Il est créé cardinal par le pape Paul VI lors du consistoire du 24 mai 1976 avec le titre de cardinal-prêtre de S. Teresa al Corso d'Italia.
Son action pour défendre l'Eglise catholique de Hongrie se voulait basée « sur la réalité », c'est-à-dire sur une bonne entente avec le régime communiste ; dans cet esprit, le gouvernement lui propose d'être élu député en 1986; il répond alors « qu'il n'est pas en mesure d'accepter » cette proposition, à la suite d'une interdiction formelle du pape Jean-Paul II ; cette collaboration lui valut une accusation de « trahison » par le primat de Pologne Stefan Wyszyński au cours d'une rencontre à Rome.